# デーゴ
デーゴ(伊: Dego)は、イタリア共和国リグーリア州サヴォーナ県にある、人口約2,000人の基礎自治体（コムーネ）。

## 地理

### 位置・広がり

#### 隣接コムーネ
隣接するコムーネは以下の通り。括弧内のCNはクーネオ県、ALはアレッサンドリア県所属を示す。
- カイロ・モンテノッテ
- カステッレット・ウッツォーネ (CN)
- ジュズヴァッラ
- ゴッタセッカ (CN)
- ピアーナ・クリージア
- スピーニョ・モンフェッラート (AL)

### 気候分類・地震分類
デーゴは、気候分類 (it) では zona E, 2105 GG
に、また、イタリアの地震リスク階級 (it) では、4 に分類される
。

## 行政

### 分離集落
デーゴには、以下の分離集落（フラツィオーネ）がある。
- Bormiola, Bricco, Berri, Brovida, Girini, Porri, Santa Giulia, Niosa